# 伊内斯·韦尔切西
伊内斯·韦尔切西（義大利語：Ines Vercesi，1916年1月5日—1997年），生于帕维亚，意大利女子竞技体操运动员。她曾代表意大利获得1928年夏季奥运会体操比赛女子团体全能银牌。